# Кумвімба Нґомбе
Кумвімба Нґомбе (д/н — 1820 або 1837/1840) — мулохве (володар) держави Луба в 1785—1820 або 1810—1837/1840 роках. Уславився як великий воїн, пам'ять про якого зберігається в легендах народу луба.

## Життєпис
Син мулохве Ілунга Сунґу. Після смерті батька, що сталося за різними відомостями 1785 або 1810 року (такі розбіжності викликані тим, що дані про правителів Луби ґрунтуються на усних джерелах, з яких в подальшому робилися записи), Кумвімба Нґомбе переміг свого брата Капе й посів трон.
Продовжив політику завоювань. Приєднав до своїх володінь великі області на схід і захід від річки Луалаба. На сході кордони держави підійшли до берегів озера Танганьїка, на заході вони проходили по річці Бушимає. На півночі країна стала межувати з областю Маніема, а на півдні — з державою Казембе. Підкорив народ бвіле біля озера Мверу та землі біля сучасного міста Мулонго.
Зарешив адміністративну реформу, внаслідок чого вся територія Луби була розділена на провінції, які ділилися на округи, а останні, в свою чергу, на дрібніші територіальні одиниці. Одні провінції безпосередньо підпорядковувалися мулохве, інші лише залежали від нього, але очолювалися призначеними мулохве правителями. Округи керувалися принцами крові або знаттю (бафума). Дрібні територіальні одиниці знаходилися під управлінням чиновників або місцевих вождів.
У 1805 році за невідомих обставин трон зайняв його син Ндаї а Муїнга, але невдовзі Кумвімба Нґомбе повернувся до влади. Помер 1820 або 1837 чи 1840 року, за різними версіями своєю смертю або його було вбито молодшим братом (сином) Ілунга Кабалі.